# Asparagin
Asparagin (okrajšano kot Asn ali N; Asx ali B sta okrajšavi tako za asparagin kot za asparaginsko kislino) je ena od 20 proteinogenih aminokislin (ki v človeškem organizmu tvorijo beljakovine). V stranski verigi se nahaja karboksamidna skupina. Asparagin ni esencialna aminokislina. Kodona, ki kodirata asparagin, sta AAU in AAC.

## Zgodovina
Asparagin so prvič osamili leta 1806 iz belušev in je tako prva izolirana aminokislina sploh. Značilen vonj seča po uživanju belušev je posledica različnih presnovnih produktov asparagina.

### Prehrambeni viri
Asparagin ni esencialna aminokislina, torej ga lahko naš organizem sam proizvede v dovoljšnjih količinah in ni treba, da ga dobivamo s hrano. Sicer se pa nahaja v različnih vrstah prehrane:
- hrana živalskega izvora: mlečni proizvodi, sirotka, govedina, perutnina, jajca, ribe, laktalbumin, morska hrana,
- hrana rastlinskega izvora: beluši, paradižnik, stročnice, oreščki, semena, soja, polnozrnati proizvodi.

### Biosinteza
Predhodnik asparagina je oksaloacetat. Le-ta se s pomočjo encima transaminaza pretvori v aspartat. Encim namreč prenese amino skupino iz glutamata na oksaloacetat in pri tem nastaneta α-ketoglutarat in aspartat. Iz aspartata, glutamina in ATP-ja nastanejo s pomočjo encima asparagin-sintetaza poleg asparagina še AMP, glutamat in pirofosfat.

## Razgradnja
Encim L-asparaginaza hidrolizira amidno skupino in nastaneta aspartat ter amonijak. Transaminaza pretvori aspartat v oksaloacetat, ki pa lahko vstopi bodisi v cikel trikarboksilnih kislin bodisi v proces glukoneogeneze.

## Vloga
Asparagin je pomemben za delovanje živčevja ter za sintezo amonijaka.